# Luigi Villoresi
Luigi Villoresi (conhecido pelo apelido de Gigi, Milão, Itália, 16 de maio de 1909 – Modena, Itália, 24 de agosto de 1997) foi um automobilista italiano.
Villoresi participou de 31 Grandes Prêmios de Fórmula 1 de 1950 até 1956. Seus melhores resultados foram os 2º lugares na Argentina e Bélgica de 1953.